# ستيفن بست
ستيفن بست (بالإنجليزية: Steven Best)‏ (من مواليد ديسمبر عام 1955) هو كاتب، ومُتحدّث، ومُفكّر، وناشط أميركي بخبرة 30 عامًا تقريبًا في كتابة مؤلفات ونصوص تتركز حول مختلف القضايا الاجتماعية، مثل حقوق الحيوان، وانقراض الأنواع، والانفجار السكاني، والأزمات البيئية، والتقانة الحيوية، وسياسات التحرّر، والإرهاب، والثقافة الجماهيرية، والعولمة، وهيمنة الرأسمالية. وهو أستاذ مساعد في كلية العلوم الإنسانية والفلسفة في جامعة تكساس في إلباسو. نشر 13 كتابًا وأكثر من 200 مقال وتحليل نقدي (تُرجمت إلى العديد من اللغات)، متداولة في ما يقرب من عشرين دولة، وأجرى مقابلات على وسائل الإعلام في مختلف أنحاء العالم، وظهر في العديد من الأفلام الوثائقية، وفي عام 2007، انتخبته مجلة فيج نيوز واحدًا من «أروع 25 شخصًا نباتيًا».
شارك بست (مع دوغلاس كيلنر، أستاذ في جامعة كاليفورنيا) بتأليف ثلاثة مؤلفات حول فترة ما بعد الحداثة: نظرية ما بعد الحداثة: الاستجوابات النقدية؛ والتحوّل إلى ما بعد الحداثة: تحولات النماذج الفكرية في الفن، والنظرية، والعلوم؛ والمغامرات ما بعد الحداثة: العلوم، والتكنولوجيا، والدراسات الثقافية في الألفية الثالثة (مطبعة غيلفورد، 1991، 1997، 2001). في وقت ليس ببعيد، شارك بست بكتابة أربعة مقتطفات أدبية: الإرهابيون أم المناضلون من أجل الحرية؟ تأملات في تحرير الحيوانات (مطبعة لانتيرن، 2004)؛ وإشعال ثورة: أصوات تدافع عن الأرض (مطبعة إيه كي، 2006)؛ الكبت الأكاديمي: تأملات في المجمع الأكاديمي الصناعي (مطبعة إيه كي، 2010)؛ ومجمع الصناعة العالمي: نُظم الهيمنة (مطبعة رومان وليتلفيلد، 2011).من أحدث كتبه: سياسة التحرير الشامل: ثورة القرن الحادي والعشرين (رومان وليتلفيلد، 2014).

## خلفية
بعد التحاقه بالمدرسة الثانوية في شيكاغو، شغل بست عدّة وظائف بصورة متقطعة في بعض المصانع وعمل سائقَ شاحنة لبضع سنوات. درس في كلية دوباج (إلينوي) منذ عام 1977 وحتى عام 1979، حيث تحصّل على درجة البكالوريوس في مجال السينما والمسرح. ثم درس الفلسفة في جامعة إلينوي في إربانا-شامباين منذ عام 1979 وحتى عام 1983، حيث تحصّل على درجة البكالوريوس بمعدل ممتاز؛ ثم في جامعة شيكاغو منذ عام 1985 وحتى عام 1987، حيث تحصّل على درجة الماجستير؛ ثم في جامعة تكساس في أوستن منذ عام 1989 وحتى عام 1993، حيث تحصّل على درجة الدكتوراه.
في عام 1993، بدأ بالعمل أستاذًا مساعدًا في كلية العلوم الإنسانية والفلسفة في جامعة تكساس في إلباسو، ثم حصل على ترقية في عام 1999، وأصبح رئيسًا لقسم الفلسفة بين عامي 2002 و2005.

## أعماله الأكاديمية
وصفت مجلة ذا كرونيكال أوف هاير إيديوكيشن بست في عام 2005 بأنه «أحد الأصوات العلمية الرائدة في مجال حقوق الحيوان».
شارك بست بتأسيس معهد الدراسات الأساسية في الحيوانات (آي سي إيه إس) الذي كان يُعرف سابقًا بمركز شؤون تحرير الحيوان (سي إيه إل إيه). تركزت اهتماماته الأكاديمية على الفلسفة القارية، وفلسفة ما بعد الحداثة، والفلسفة البيئية. وهو معروف بأفكاره ما بعد البنيوية عن الثورة، والتي تستند إلى المطالبة بحقوق الحيوان والتحرير الكامل. كتب بالتعاون مع أنتوني جاي. نوسيلا كتابًا تحت عنوان الإرهابيون أم المناضلون من أجل الحرية؟ تأملات في تحرير الحيوانات (2004)، الذي يتضمن مقدمة كتبها وارد تشيرشل، وكتابًا آخر حول البيئة الثورية تحت عنوان إشعال ثورة: أصوات تدافع عن الأرض (2006).
تشارك مع دوغلاس كيلنر كتابة ثلاثية حول نظرية ما بعد الحداثة والدراسات الثقافية: نظرية ما بعد الحداثة: الاستجوابات النقدية (1991)، والتحوّل إلى ما بعد الحداثة (1997)، ومغامرات ما بعد الحداثة: العلوم، والتكنولوجيا، والدراسات الثقافية في الألفية الثالثة (2001).
تشارك مع كل من بيتر مكلارين وأنتوني جاي. نوسيلا الثاني تحرير كتاب الكبت الأكاديمي: تأملات في المجمع الأكاديمي الصناعي (2010).

## وصلات خارجية
- الموقع الرسمي
- ستيفن بست على موقع IMDb (الإنجليزية)
- ستيفن بست على موقع قاعدة بيانات الفيلم (الإنجليزية)